# 1972

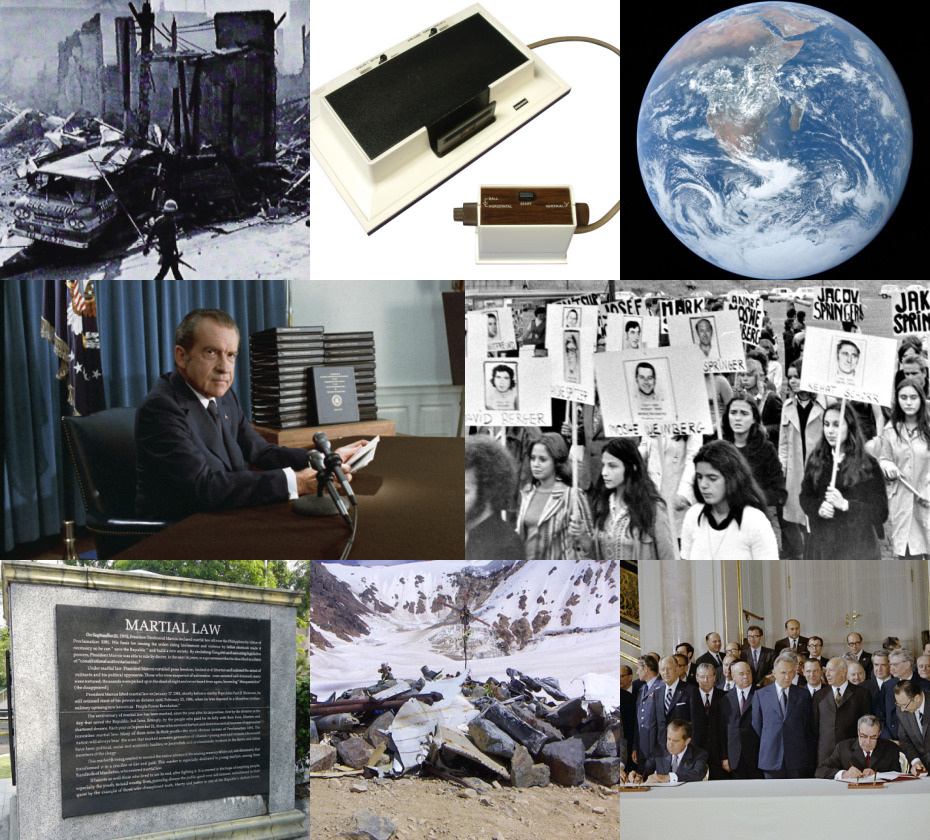
En el sentido de las agujas del reloj la parte superior izquierda: un terremoto en Nicaragua mató a entre 4000 y 11,000 personas; se lanza Magnavox Odyssey, la primera videoconsola comercial para el hogar; se toma una foto de la Tierra conocida como La canica azul durante la misión final del Apollo 17; durante los Juegos Olímpicos de Verano de 1972 en Múnich (Alemania Occidental) sucedió la Masacre de Múnich; Se firma el Tratado sobre Misiles Antibalísticos; El vuelo 571 de la Fuerza Aérea Uruguaya se estrella en los Andes, los pasajeros restantes recurrieron a la antropofagia para sobrevivir; El presidente Fernando Marcos anunció en la televisión que había puesto la totalidad de las Filipinas bajo la ley marcial; Richard Nixon estuvo involucrado en el Escándalo Watergate, relacionado con el robo de documentos del complejo de oficinas de Watergate en Washington D. C.

1972 (MCMLXXII) fue un año bisiesto comenzado en sábado según el calendario gregoriano. Fue declarado Año Internacional del Libro por la Organización de las Naciones Unidas.
En el contexto del Tiempo Universal Coordinado (UTC), fue el año más largo de la historia, ya que se agregaron dos segundos bisiestos durante este año de 366 días, un evento que no se ha repetido desde entonces. (Si su inicio y fin se definen utilizando el tiempo solar medio [la escala de tiempo legal], su duración fue de 31622401,141 segundos de Tiempo Terrestre (o Tiempo de efemérides), que es un poco más corto que 1908).

## Acontecimientos

### Enero
- 1 de enero: Kurt Waldheim asume como secretario general de las Naciones Unidas.
- 5 de enero: 
  - En los Estados Unidos, el presidente Richard Nixon modifica el programa espacial estadounidense.
  - En un pozo a 120 metros bajo tierra, en el área U3A del Sitio de pruebas atómicas de Nevada (a unos 100 km al noroeste de la ciudad de Las Vegas), a las 7:10 (hora local) Estados Unidos detona su bomba atómica Mescalero, de menos de 20 kt. Es la bomba n.º 753 de las 1132 que Estados Unidos detonó entre 1945 y 1992.
- 10 de enero: Mujibur Rahman es nombrado primer jefe de Gobierno del nuevo Estado independiente de Bangladés.
- 12 de enero: en República Dominicana, una célula de 4 insurgentes izquierdistas se enfrenta  a un cerco de 2, 500 miembros del ejército y la policía nacional. Tras 10 horas de combate, los integrantes de la célula y 8 policías resultan muertos.
- 14 de enero: la reina actual de Dinamarca, Margarita II, empuña el cetro a la muerte de su padre, el rey Federico IX; es la primera mujer reinante en Dinamarca desde el siglo XIV.
- 20 de enero: en Pakistán, Zulfikar Ali Bhutto anuncia el inicio del programa nuclear pakistaní.
- 26 de enero: en Checoslovaquia (actual República Checa), una bomba de la banda terrorista pronazi Ustachá destruye en vuelo un avión de la compañía JAT Airways. La azafata Vesna Vulović sobrevive a la caída de 10 000 metros.
- 29 de enero: en Venezuela se estrena Sábado Sensacional un programa de entretenimiento familiar transmitido por Venevisión.
- 30 de enero: en Irlanda del Norte los sucesos del Domingo Sangriento dejan un saldo de 13 muertos.
- 30 de enero: en México Nace el conocido analista de Fútbol Americano José Pablo Coello, también conocido como José Pablo José Pedro. Gurú de los deportes de alto nivel y azote moral e intelectual del también conocido analista profesional y estadista de la NFL José Ramón Llaca.

### Febrero
- 2 de febrero: en Sapporo (Japón) se inauguran los Juegos Olímpicos de Sapporo 1972.
- 4 de febrero: la sonda estadounidense Mariner 9 transmite fotos desde Marte.
- 5 de febrero: 
  - En Vitoria (España), 3500 trabajadores en huelga provocan el cierre de la fábrica de neumáticos Michelín.
  - En Madrid, el diario Madrid anuncia la venta de su patrimonio.
  - En Colombia, Caracol Televisión se emite la primera emisión de Campeones de la risa mejor actualmente conocido como Sábados Felices.
- 6 de febrero: 
  - En Zaragoza y Sevilla caen al río dos autobuses, dejando 17 muertos y 60 heridos.
  - En Nicaragua, se celebran elecciones para elegir una Asamblea Nacional Constituyente que redactará una nueva constitución que entrará en vigor en 1974 y permitirá la reelección del presidente Anastasio Somoza Debayle en dicho año.
- 7 de febrero: en España, el cardenal Vicente Enrique y Tarancón es elegido presidente de la Conferencia Episcopal Española.
- 11 de febrero: en Tarragona (España) se pone en funcionamiento la central nuclear Vandellós I.
- 13 de febrero: en los Juegos Olímpicos de Invierno en Sapporo, el esquiador español Francisco Fernández Ochoa gana el eslalon especial y la medalla de oro.
- 14 de febrero: México y China establecen relaciones diplomáticas.
- 15 de febrero: el Ejército del Ecuador derroca al presidente José María Velasco Ibarra, y el general Guillermo Rodríguez Lara preside la junta golpista.
- 16 de febrero: 
  - El jugador de baloncesto Wilt Chamberlain consigue la marca de 30 000 puntos anotados.
  - El español José Legrá vence al británico Armstrong y conserva su título de campeón de Europa de boxeo.
- 18 de febrero: en los Estados Unidos, la Suprema Corte de California invalida la pena de muerte y conmuta las sentencias de todos los condenados a muerte por cadena perpetua.
- 20 de febrero: en El Salvador, Arturo Armando Molina se convierte en presidente.
- 21 de febrero: 
  - La nave soviética Luna 20 llega a la Luna.
  - Richard Nixon visita China, siendo la primera visita oficial de un presidente de Estados Unidos a dicho país.
- 22 de febrero: en Hunosa, se rescata con vida a 26 mineros sepultados por una explosión producida el día anterior.
- 26 de febrero: la nave soviética Luna 20 regresa a la Tierra.

### Marzo
- 1 de marzo: 
  - En Madrid se inaugura el III Festival Internacional de Teatro.
  - En Uruguay, Juan María Bordaberry asume la presidencia; a partir del 27 de junio de 1973 se convertirá en dictador.
- 2 de marzo: Es lanzada la sonda espacial Pioneer 10.
- 3 de marzo: 
  - En España, Gregorio López-Bravo de Castro declara que "los saharauis elegirán libremente su destino".
  - En Cabo Cañaveral, Florida, se lanza la sonda espacial Pioneer 10
- 9 de marzo: Luis Echeverría realiza una visita de estado a Tokio, Japón, siendo el segundo presidente de México en visitar Japón, después de Adolfo López Mateos en octubre de 1962.
- 10 de marzo: en los astilleros Bazán (hoy Navantia), en Ferrol, la policía mata a dos obreros (Amador Rey y Daniel Niebla) mientras participaban en una manifestación por mejoras salariales.
- 19 de marzo: se cumplen 10 años de la Independencia de Argelia.
- 25 de marzo: 
  - El tema "Après Toi" de Vicky Leandros da la victoria a Luxemburgo en la XVII Edición de Eurovisión celebrada en Edimburgo.
  - En El Salvador fracasa un intento de golpe de Estado que pretendía derrocar al presidente Fidel Sánchez Hernández.
- 28 de marzo: Muere Eduardo VIII de Reino Unido

### Abril
- 2 de abril: en la iglesia de Galdácano (Vizcaya), seis miembros de la banda terrorista ETA irrumpen armados a la hora de la misa y leen un manifiesto.
- 10 de abril: en Irán, un terremoto de 6,7 acaba con la vida de 5.300 personas en la provincia de Fars.
- 16 de abril: en Cabo Kennedy, Estados Unidos lanza la nave espacial Apolo 16 hacia la Luna.
- 17 de abril: en Montevideo (Uruguay), las Fuerzas Conjuntas (Fuerzas Armadas y Policía) asesinan a ocho obreros comunistas desarmados en el local del Seccional 20 del PCU (Partido Comunista Uruguayo), que luego será declarado Monumento Histórico Nacional), en un paso profundizador del proceso que desembocaría en el golpe de Estado de 1973 en Uruguay.
- 24 de abril: en Taiwán, un terremoto de 7,2 deja 5 muertos.

### Mayo
- 1 de mayo: en Nicaragua, renuncia el presidente Anastasio Somoza Debayle y le sucede el triunvirato de la Junta Nacional de Gobierno.
- 3 de mayo: en Swansea (Gales), el guitarrista Les Harvey (27), que estaba realizando un show con su banda Stone the Crows, fallece electrocutado al tocar su micrófono (sin conexión a tierra) con las manos transpiradas.
- 15 de mayo: 
  - Estados Unidos Devuelve la isla de Okinawa a Japón después de 27 años de ocupación militar.
  - El candidato a la presidencia por el Partido Demócrata y gobernador de Alabama, George Wallace, sufre un intento de asesinato por parte de Arthur Bremer.
- 19 de mayo: en el edificio de Axel Springer AG en Hamburgo (Alemania), de 6 bombas instaladas explotan 3, hiriendo a 17 personas; lo reivindica la Facción del Ejército Rojo.
- 21 de mayo: en Roma, un tal Laszlo Toth ataca la Pietà de Miguel Ángel con un martillo, gritando que él es Jesucristo.
- 22 de mayo: Ceilán se convierte en la república de Sri Lanka.
- 30 de mayo: en Estados Unidos se crea la marca Nike.

### Junio
- 2 de junio: en Fráncfort del Meno (Alemania), Andreas Baader, Jan-Carl Raspe, Holger Meins y algunos otros miembros de la Facción del Ejército Rojo son arrestados después de un tiroteo.
- 5 de junio: inicia la Cumbre de la Tierra de Estocolmo la primera gran conferencia de la ONU en poner sobre la mesa los problemas medioambientales generados por el hombre.
- 8 de junio: siete hombres y tres mujeres secuestran un avión desde Alemania Occidental a Checoslovaquia.
- 9 de junio: en Dakota del Sur (Estados Unidos), la inundación de las Black Hills mata a 238 personas.
- 10 de junio: en la Ciudad de México, se inaugura la tercera ampliación de la Línea 1 del Metro de la Ciudad México a su terminal actual Observatorio, concluyendo así la primera etapa de construcción Sistema de Transporte Colectivo Metro, tras su fundación en 1967, y posterior inauguración en 1969.
- 11 de junio: en el Circuito de La Sarthe (Francia) fallece en accidente el piloto sueco Jo Bonnier.
- 14 a 23 de junio: en la Costa Este de los Estados Unidos, el Huracán Agnes mata a 117 personas.
- 14 de junio:
  - El vuelo 471 de Japan Airlines se estrella fuera del aeropuerto de Nueva Delhi, mata a 82 personas.
  - Colombia: la programadora Colombiana de Televisión emite sus primeros programas.
- 15 de junio: en Langenhagen (Alemania Occidental), Ulrike Meinhof y Gerhard Müller de la Fracción del Ejército Rojo son arrestados en el apartamento de un maestro.
- 17 de junio: en el Hotel Watergate (Estados Unidos) se realiza un registro ilegal de la sede del Partido Demócrata.
- 20 de junio: en Uruguay exhuman a Pascasio Báez (1925-1971), peón rural asesinado por el MLN-T el 21 de diciembre de 1971.
- 23 de junio: Richard Nixon y H. R. Haldeman son grabados hablando de usar a la CIA para encubrir las investigaciones del FBI sobre el escándalo Watergate.

### Julio
- 18 de julio: Centenario de la muerte de Benito Juárez.
- 19 de julio: en El Salvador, el presidente Arturo Armando Molina ordena una intervención militar contra la Universidad de El Salvador para mantenerla cerrada por un año.
- 25 de julio: en los Estados Unidos, el diario Washington Star desvela el experimento Tuskegee: desde 1932 el Gobierno mantenía engañadas a 400 familias de Macon (Alabama), enfermas de sífilis, proveyéndoles placebos en lugar de tratamiento.
- 27 de julio: en Argentina, la dictadura de Lanusse anuncia el llamado a elecciones para el 11 de marzo de 1973, pero Lanusse aplica una cláusula y es que no se pueden presentar aquellas personas que no esten en el país desde agosto del 1972, lo que impiden que personas como Juan Domingo Perón puedan presentarse en los comicios.

### Agosto
- 14 de agosto: en la ciudad de San Juan (Argentina) se realiza la primera Fiesta Nacional del Sol.
- 22 de agosto: en el penal de Rawson (una dependencia de la Armada Argentina próxima a la ciudad de Trelew), el Ejército Argentino asesinó a 16 miembros de distintas organizaciones armadas de izquierda (Masacre de Trelew).

### Septiembre
- 5 de septiembre: en Múnich (Alemania occidental) ―durante la XX edición de los Juegos Olímpicos de Verano―, el grupo terrorista Septiembre Negro asesina a once integrantes del equipo olímpico de Israel. (Masacre de Múnich).

### Octubre
- 4 de octubre: en Saltillo (Coahuila) se produce uno de los peores accidentes ferroviarios de la historia de México, dejando un saldo mortal (según cifras oficiales) de 230 personas muertas.
- 6 de octubre: se produce el accidente de un bimotor en su ruta entre Valparaíso y el archipiélago de Juan Fernández.
- 13 de octubre: se estrella en los Andes el avión que trasporta a un equipo de rugby uruguayo. El  22 y 23 de diciembre, de un total de 45 personas a bordo, solo se rescatará a 16.
- 16 de octubre: se separa el grupo de swamp rock Creedence Clearwater Revival.
- 28 de octubre: Antonio Cervantes (Kid Pambelé) consiguió el primer título mundial de boxeo para Colombia al noquear en diez asaltos a Frazer en el Gimnasio Nuevo Panamá de la Ciudad de Panamá.
- 20 de octubre, a pesar de su retiro del espectáculo, el cantante y actor Frank Sinatra es solicitado por el presidente Richard Nixon a participar en el "Young Voters Rally" para la nueva campaña. Sinatra obligado, escoge cantar "My Kind of Town" para el rally.

### Noviembre
- 7 de noviembre: 
  - Se celebran elecciones presidenciales en los Estados Unidos. El presidente republicano Richard Nixon es reelegido venciendo esta vez al candidato demócrata George McGovern con una cómoda ventaja de 520 votos electorales frente a 17 de los demócratas.
  - Elecciones en Puerto Rico. El presidente popular del Senado, Rafael Hernández Colón es electo gobernador de Puerto Rico.

Obtiene 658,856 votos, frente a Luis A. Ferre Aguayo, del PER quien obtuvo 563,609
- 8 de noviembre: 
  - En Estados Unidos inicia sus transmisiones el canal HBO.
  - Se produce el secuestro del vuelo 705 de Mexicana de Aviación.
- 25 de noviembre: en Madrid (España) se realiza por vez primera el Gran Premio de la Canción Iberoamericana (llamado después Festival OTI de la Canción) donde la canción mexicana Yo no voy a la guerra no participará debido a que su letra causa polémica en la dictadura franquista. Los ganadores fueron los brasileños Cláudia Regina y Tobias con el tema "Diálogo".

### Diciembre
- 11 de diciembre: la misión Apolo 17 aluniza en el valle de Taurus-Littrow, junto al cráter Littrow, en la última visita de los seres humanos a la Luna.
- 12 de diciembre: en un pozo a 271 metros bajo tierra, en el área U3gi del Sitio de pruebas atómicas de Nevada (a unos 100 km al noroeste de la ciudad de Las Vegas), a las 8:30 (hora local) Estados Unidos detona su bomba atómica Tuloso, de 0,2 kt. Es la bomba n.º 780 de las 1131 que Estados Unidos detonó entre 1945 y 1992.
- 14 de diciembre: 
  - En el marco del programa Apolo, Eugene Cernan es la última persona que caminó sobre la Luna, después de que él y Harrison Schmitt completaron la tercera y última actividad extravehicular (EVA) de la nave Apolo 17. Esta fue la última misión tripulada a la Luna en el siglo XX.
  - En un pozo a 201 metros bajo tierra, en el área U9itsw24 del Sitio de pruebas atómicas de Nevada (a unos 100 km al noroeste de la ciudad de Las Vegas), a las 7:30 (hora local) Estados Unidos detona su bomba atómica Solanum, de menos de 20 kt. Es la bomba n.º 781 de las 1131 que Estados Unidos detonó entre 1945 y 1992.
- 21 de diciembre: en un pozo a 440 metros bajo tierra, en el área U2dj del Sitio de pruebas atómicas de Nevada (a unos 100 km al noroeste de la ciudad de Las Vegas), a las 12:15 (hora local) Estados Unidos detona su bomba atómica Flax-Source, de 20 kt. 24,11 segundos después, hace explotar sus dos bombas atómicas Flax-Test (en un pozo a 689 m de profundidad) y Flax-Backup (en la superficie), de 20 kt y de menos de 20 kt respectivamente. Son las bombas n.º 784 a 786 de las 1132 que Estados Unidos detonó entre 1945 y 1992.
- 23 de diciembre: en la Cordillera de los Andes son rescatados los 16 supervivientes de un avión accidentado 72 días antes con 45 personas a bordo.
- 23 de diciembre: en Nicaragua, un terremoto de 6,3 destruye la capital, Managua, y deja un saldo de 11.000 muertos y 20.000 heridos.
- 29 de diciembre: el Vuelo 401 de Eastern se estrella en los Everglades de Florida (Estados Unidos) causando la muerte de 101 personas.
- 30 de diciembre: en el marco de la guerra de Vietnam, Estados Unidos deja de bombardear poblados civiles en Vietnam del Norte.
- 31 de diciembre: fallece en accidente aéreo el beisbolista puertorriqueño Roberto Clemente.

## Arte y literatura
- 6 de enero: José María Carrascal obtiene el premio Nadal por su novela Groovy.

## Ciencia y tecnología
- Se funda la compañía Atari, en los Estados Unidos.
- El 26 de noviembre sale a la venta el juego PONG.
- A finales de año se lanza la primera consola de videojuegos de la historia, la  Magnavox Odyssey.

### Astronáutica
- 3 de marzo: lanzamiento de la sonda soviética Cosmos 482 hacia Venus, que falló por explosión en órbita del cohete que debía propulsarla.
- 27 de marzo: lanzamiento de la sonda espacial soviética Venera 8 con destino Venus.

## Deporte

### Juegos Olímpicos
- Del 3 al 13 de febrero se celebran los XI Juegos Olímpicos de invierno en Sapporo, Japón.
- Del 26 de agosto al 11 de septiembre se celebran los XX Juegos Olímpicos de verano en Múnich, Alemania.

### Ajedrez
- Del 11 de julio al 1 de septiembre se celebra el Campeonato Mundial de Ajedrez en Reikiavik (Islandia), que gana Bobby Fischer frente al soviético Borís Spaski.

### Atletismo
- El 11 y 12 de marzo se celebra el III Campeonato europeo de atletismo en pista cubierta en la ciudad de Grenoble, Francia

### Fútbol
- Del 14 al 18 de junio se celebra la IV edición de la Eurocopa masculina de naciones en Bélgica, en la que venció Alemania Federal frente a la Unión Soviética por 3-0.
- El Ajax gana su segunda Copa de Europa consecutiva al vencer 2-0 al Inter de Milán en la final.
- Copa Interamericana: Nacional se consagra campeón por primera vez, venciendo en la final al Cruz Azul mexicano, obteniendo su tercer título internacional.
- Campeonato Uruguayo de Fútbol: Nacional se consagra campeón por trigésimoprimera vez, obteniendo su primer tetracampeonato (1969-1970-1971-1972).
- Fútbol Profesional Colombiano: Millonarios (10.ª vez).
- Fútbol: El Club Atlético All Boys se consagra campeón del torneo de ascenso de Argentina y asciende a primera división.
- Campeonato Peruano de Fútbol: Sporting Cristal se consagra campeón por quinta vez en su historia.
- Rodeo chileno: Ubaldo García y Ricardo de la Fuentes campeones del Campeonato Nacional de Rodeo de 1972.
- Fútbol: el Club Atlético San Lorenzo de Almagro se consagra campeón de los dos torneos que se disputaron en la primera categoría del fútbol argentino.
- Fútbol: el Club Atlético Independiente de Argentina gana su tercer título de la Copa Libertadores jugando contra Universitario.

### Fórmula 1
- Emerson Fittipaldi se consagra campeón del mundo de Fórmula 1.

### Tenis
- Se celebra el XXI Campeonato Sudamericano de Natación en Arica, Chile.

- Andrés Gimeno gana el Torneo de Roland Garros de París al vencer al francés Patrick Proisy.

## Cine
- Cabaret película estadounidense dirigida por Bob Fosse se convierte en uno de los grandes musicales de todos los tiempos, y consigue 8 Óscars en la 45.ª edición de los Premios Óscar.
- El amor después del mediodía película francesa dirigida por Éric Rohmer.
- El discreto encanto de la burguesía película francesa dirigida por Luis Buñuel recibe el Óscar a la Mejor Película Extranjera en la 45.ª edición de los Premios Óscar.
- Elvis on Tour película-documental dirigida por Robert Abel y Pierre Adidge, recibe el globo de oro al mejor documental en la 30.ª edición de los premios globos de oro. Fue la última película del cantante y actor Elvis Presley.
- El Padrino de Francis Ford Coppola gana el 3 Óscar en la 45.ª edición de los Premios Óscar entre ellos a la Mejor Película; Marlon Brando rechaza su premio como mejor actor; la cinta se convierte en un clásico del cine.
- El último tango en París película francesa dirigida por Bernardo Bertolucci vence a la censura en muchos países al tiempo que consagra a Marlon Brando como uno de los grandes actores, al aparecer también en El padrino.
- Estado de sitio película francesa dirigida por Costa-Gavras.
- Gritos y susurros película sueca dirigida por Ingmar Bergman.
- Había una vez un circo película argentina dirigida por Enrique Carreras tiene como protagonistas a Gaby, Fofó y Miliki.
- La aventura del Poseidón película estadounidense dirigida por Joseph L. Mankiewicz.
- Las aventuras de Jeremiah Johnson película estadounidense dirigida por Sydney Pollack.
- La huella película británica dirigida por Ronald Neame.
- Sueños de un seductor película estadounidense dirigida por Herbert Ross, y protagonizada por Woody Allen y Diane Keaton.

## Música
- Se forma el cuarteto Björn & Benny, Agnetha & Frida, que más tarde se cambiaría el nombre a ABBA.
- Se funda la agrupación de cumbia norteña «Armonía 10» por Juan de Dios Lozada Naquiche, en la ciudad de Piura, Perú.

- Al Green - I'm Still in Love with You
- Albert Hammond - It Never Rains in Southern California
- Alice Cooper - School's Out
- Big Star - #1 Récord
- Black Sabbath - Black Sabbath Vol. 4
- Bread - Guitar Man
- Curtis Mayfield - Super Fly
- David Bowie - The Rise and Fall of Ziggy Stardust and the Spiders from Mars
- Deep Purple - Machine Head
- Eagles - The Eagles
- Elton John - Honky Chateau
- Elvis Presley: As Recorded at Madison Square Garden
- Foghat - Foghat
- Genesis - Foxtrot
- Jethro Tull - Thick As A Brick
- Jethro Tull - Living In The Past
- John Lennon - Some Time In New York City (septiembre).
- José José - De pueblo en pueblo, Cuando tú me quieras
- Julio Iglesias - Un canto a Galicia
- King Crimson - Earthbound
- Kraftwerk: Kraftwerk 2
- Lou Reed - Transformer
- Michael Jackson - Ben
- Módulos: No quiero pensar en ese amor, Mari, Mari, Mari (sencillo 5.º)
- Módulos: Plenitud (LP 3.º)
- Módulos: Grandes éxitos (LP)
- Neil Young - Harvest
- Nick Drake - Pink Moon´
- Nino Bravo - Un beso y una flor
- Phil Spector - A Christmas Gift for You
- Pink Floyd - Obscured by Clouds
- Randy Newman - Sail Away
- Roberto Carlos - Un gato en la oscuridad
- Silvana Di Lorenzo - Palabras, palabras
- Simon & Garfunkel - Greatest Hits
- Steely Dan - Can't Buy A Thrill
- Stevie Wonder - Superstition
- Stevie Wonder - Talking Book, Music of my Mind
- The Beach Boys: Carl and the Passions - "So Tough"
- The Doors - Full Circle
- The Kinks - The Kink Kronikles
- The Rolling Stones - Exile on Main St.
- Todd Rundgren -,Montalbano, Something/Anything?
- Tormenta - Como una chica y un muchacho
- Uriah Heep - Demons And Wizards
- Uriah Heep - The Magician's Birthday
- Yes - Fragile, Close to the Edge

### Festivales
- El 25 de marzo se celebra la XVII edición del Festival de la Canción de Eurovisión en Edimburgo (Reino Unido)  Reino Unido.
  - Ganador/a: La cantante Vicky Leandros con la canción «Après toi» representando a Luxemburgo .

## Premios Nobel
- Anexo:Premio Nobel de Física|Física: John Bardeen, Leon Neil Cooper y John Robert Schrieffer.[1]
- Química: Christian B. Anfinsen, Stanford Moore y William H. Stein.[1]
- Medicina: Gerald M. Edelman y Rodney R. Porter.[1]
- Literatura: Heinrich Böll.[1]
- Paz: destinado al fondo principal.[1]
- Economía: John Hicks y Kenneth Arrow.[1]